# Бранко, Карлос
Ка́рлос Касте́ло Бра́нко (порт. Carlos Castelo Branco; май 1898, Рио-де-Жанейро, Бразилия — ??) — бразильский гребец и ватерполист, участник летних Олимпийских игр 1924 года в Париже и летних Олимпийских игр 1932 года в Лос-Анджелесе.

## Спортивная биография
Выступал за клуб «Бокейран-ду-Пасею» — чемпион штата Рио-де-Жанейро по водному поло (1918, 1920, 1921, 1924, 1925, 1926, 1927) и академической гребле (1925, 1926).
В июне 1924 года Карлос Бранко вместе со своим братом Эдмундо принял участие в летних Олимпийских играх в Париже. Братья Бранко выступили в соревнованиях по академической гребле в двойках парных. Бразильский экипаж занял второе место в своём полуфинале, показав результат 7:04,0, и пробился в финал. В решающем заезде Карлос и Эдмундо не смогли составить конкуренцию остальным экипажам и заняли последнее 4-е место.
В 1932 году Карлос в составе сборной Бразилии принял участие в летних Олимпийских играх в Лос-Анджелесе. В первом матче турнира бразильская сборная уступила действующим олимпийским чемпионам сборной Германии со счётом 3:7. После игры сборная Бразилии, недовольная судейством венгра Белы Комьяди, всей командой атаковала его. Специальная комиссия, рассмотрев этот эпизод приняла решение дисквалифицировать сборную Бразилии, при этом, пока шло рассмотрение, бразильские ватерполисты успели сыграть со сборной США и уступить ей со счётом 1:6, но сам Бранко участия в этой встрече не принимал.